# Impatiens mexicana
Impatiens mexicana là một loài thực vật có hoa trong họ Bóng nước. Loài này được Rydb. mô tả khoa học đầu tiên năm 1910.